# 謝謝 (Beyond單曲)
《アリガトウ c/w 祝您愉快》是香港搖滾樂隊Beyond發行第五张日本單曲，《總有愛》日語版本，歌名取為《アリガトウ》，為多謝的意思，是感謝這幾年日本樂迷的支持；雖然日本對Beyond來說是一個無法忘懷的傷心地...
第二首歌曲收錄來自於《二樓後座》的《祝您愉快》，在Beyond要退出日本市場的最後單曲內收錄紀念黃家駒的歌曲。

## 曲目
1. アリガトウ
2. 祝您愉快